# Argobuccinum tumidum
Argobuccinum tumidum (Dunker, 1862) é uma espécie de gastrópode marinho de grandes dimensões pertencente à família Ranellidae.